# Opus craticium

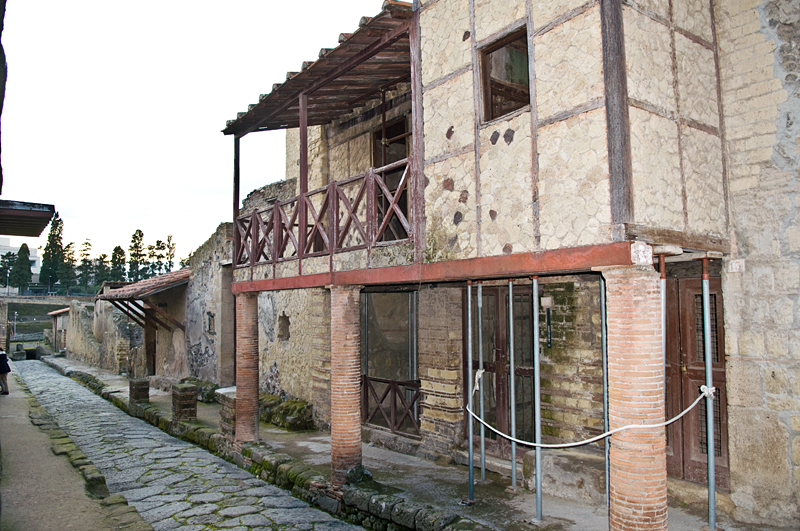
"Casa a Graticcio" (Huis met het opus craticium) in Herculaneum.

Opus craticium, soms ook wel opus craticum of craticii genoemd, is een oude Romeinse muurbouwtechniek, die veel gelijkenis heeft met middeleeuws vakwerk.

## Geschiedenis
Opus craticium was zeker vanaf de 3e eeuw v.Chr. in gebruik, mogelijk nog eerder. Het werd in  Rome toegepast in de bovenste verdiepingen van insulae, de Romeinse flatgebouwen.
Het was een vrij goedkope bouwmethode en de muren waren relatief dun en licht, maar vanwege het brandgevaar en de opkomst van Romeins betonwerk raakte opus craticium in onbruik. Alleen in de streek rond de Vesuvius bleef het de meest gebruikte bouwstijl, vanwege de aardbevingsbestendigheid.

## Beschrijving
Opus craticium is een vorm van houtskeletbouw en bestaat uit een houten raamwerk, met verticale balken van 8-12 cm dikte en horizontale balken met een dikte van 6-8 cm. De vakken zijn meestal tussen de 50 en 80 cm. Oorspronkelijk werden deze gevuld met steenresten en puin, dat met mortel bij elkaar werd gehouden. Later werden de vakken gevuld met opus incertum, beton met een buitenlaag van onregelmatige stenen. Nog later kreeg de betonnen kern een regelmatige steenlaag aan de buitenkant. Zowel de binnen- als buitenzijde werd daarna bepleisterd, waardoor de totale muurdikte op ongeveer 20 cm kwam.